# Nilaus afer
Nilaus afer là một loài chim trong họ Malaconotidae.